# Alexandra's Project
Pour plus de détails, voir Fiche technique et Distribution.
Alexandra's Project est un film dramatique australien réalisé par Rolf de Heer, sorti en 2003.

## Synopsis
Le film dépeint une famille où le principal protagoniste, Steve, prend conscience que sa vie n'est qu'un vaste mensonge. Après des années de ce qu'il croyait être le bonheur conjugal, sa femme Alexandra (que Steve appelle Alex, à sa grande déception) révèle, entre autres choses, qu'elle s'est sentie ignorée et soumise par lui depuis le début de leur mariage, et qu'elle part avec leurs enfants et l'argent qu'elle a secrètement gagné en se prostituant au domicile conjugal.

## Fiche technique
- Titre original : Alexandra's Project
- Réalisation : Rolf de Heer
- Scénario : Rolf de Heer
- Producteur : Rolf de Heer, Domenico Procacci et Julie Ryan
- Producteur exécutif : Antonio Zeccola
- Coproducteur : Bryce Menzies
- Coproducteur : Sue Murray
- Associé producteur : Nils Erik Nielsen
- Photo : Ian Jones
- Montage : Tania Nehme
- Musique : Graham Tardif
- Distribution : Palace Films
- Langue : anglais

Film interdit aux moins de 16 ans à sa sortie en France

## Distribution
- Gary Sweet (VQ : Éric Gaudry) : Steve
- Helen Buday (VQ : Christine Séguin) : Alexandra
- Bogdan Koca (VQ : Sébastien Dhavernas) : Bill
- Jack Christie : Sam
- Samantha Knigge (VQ : Gabrielle Dhavernas) : Emma
- Eileen Darley : Christine
- Geoff Revell (VQ : François Sasseville) : Rodney
- Philip Spruce : le chauffeur de taxi
- Nathan O'Keefe : l'homme à la porte
- Peter Green : le président